# Височанська Марія Олегівна
Марі́я Оле́гівна Височа́нська (нар. 10 вересня 2002, Львів) — українська гімнастка. Фіналістка Олімпійських ігор в Токіо-2020 та Парижі -2024 Бронзова призерка чемпіонату світу, чемпіонка Європи у групових вправах. Майстер спорту міжнародного класу . Від 2021 року — капітан національної збірної команди України з художньої гімнастики у групових вправах.

## Біографія
Мати — велика шанувальниця художньої гімнастики та гімнастка в минулому, яка відвела Марію до спортивної секції. Батько — Височанський Олег Ярославович — легендарний військовослужбовець та захисник Донецького аеропорту, який під час бою за Донецький аеропорт одним з останніх вийшов з аеропорту через важке поранення голови. Перемоги у спорті Марія присвячує батькові.

## Кар'єра
Почала займатися художньою гімнастикою у спортивному клубі «Nika» у Львові, перші тренери — Руда Ірина Євгенівна та Яковенко Людмила Володимирівна. У збірній України з 2016 року.
На чемпіонаті Києва 2016 року виграла дві золоті медалі: в багатоборстві серед гімнасток 2002 року народження та у складі юніорської збірної України у групових вправах. На командному чемпіонаті України виграла бронзову нагороду в багатоборстві серед КМС та срібну медаль у багатоборстві в складі юніорської збірної України у групових вправах.
З 2017 року виступала у складі юніорської збірної України у групових вправах.
З 2018 року у складі дорослої збірної України.

#### 2019
На чемпіонаті світу разом Анастасією Возняк, Валерією Юзьвяк, Діаною Мижерицькою та Аліною Бихно посіла дев'яте місце в груповій першості, що дозволило здобути олімпійську ліцензію на Олімпійські ігри в Токіо.

#### 2020
На чемпіонаті Європи, що відбувався в столиці України — Києві, , разом з Анастасією Возняк, Валерією Юзьвяк, Маріолою Боднарчук та Діаною Баєвою виграла вправу з п'ятьма м'ячами, срібло у вправі з трьома обручами та чотирма булавами та бронзу у груповому багатоборстві, а разом з юніорками Поліною Карікою, Каріною Сидорак та Меланією Тур здобули перемогу у командному заліку.
2021
За три місяці до Олімпійських ігор в Токіо отримала важку травму гомілки. Під час операції вставлено штир. Лікарі прогнозували тривалу реабілітацію, однак, за два тижні повернулась до тренувань.
2024
10 серпня 2024 року вдруге взяла участь у Олімпійських іграх (в Парижі) у кваліфікації групового багатоборства з художньої гімнастики.

## Результати на турнірах
| Рік  | Змагання                          | Команда | ГП | 5 | 3 + 4 |
| ---- | --------------------------------- | ------- | -- | - | ----- |
| 2019 | Чемпіонат світу                   |         | 9  | 8 |       |
| 2020 | Гран-прі. "Кубок Дерюгіної". Київ |         | 1  | 1 | 1     |
| 2020 | Чемпіонат України                 |         | 1  |   |       |
| 2020 | Чемпіонат Європи                  | 1       | 3  | 1 | 2     |
| 2021 | Кубок України. Дніпро             |         | 1  | 1 | 1     |
| 2021 | Кубок світу. Ташкент              |         | 6  | 5 | 5     |
| 2021 | Кубок світу. Баку                 |         | 5  | 7 | 4     |
| 2021 | Гран-прі. Тель-Авів               |         | 2  | 2 | 2     |
| 2021 | Олімпійські ігри                  |         | 7  |   |       |
| 2021 | Чемпіонат світу                   | 4       | 8  |   |       |
|      |                                   | Команда | ГП | 5 | 3 + 2 |
| 2023 | Гран-прі. Miss Valentine          |         | 1  | 1 | 1     |
| 2023 | Гран-прі. Марбелья                |         | 2  | 2 | 2     |
| 2023 | Кубок світу. Афіни                |         | 5  | 4 | 8     |
| 2023 | Кубок світу. Баку                 |         | 4  | 3 | 7     |
| 2023 | Чемпіонат Європи                  | 2       | 4  |   |       |
| 2023 | Чемпіонат світу                   | 6       | 5  | 7 | 3     |
| 2023 | Кубок України                     |         | 1  |   |       |
| 2024 | Кубок світу. Софія                |         | 10 | 7 |       |
| 2024 | Кубок світу. Баку                 |         | 7  | 5 | 7     |
| 2024 | Чемпіонат Європи                  | 8       | 6  | 5 | 3     |
| 2024 | Кубок світу. Мілан                |         | 8  |   | 3     |
| 2024 | Кубок виклику. Клуж-Напока        |         | 7  | 7 | 3     |
| 2024 | Олімпійські ігри                  |         | 7  |   |       |

### Державні нагороди
- Медаль «За працю і звитягу» (8 березня 2021) — за значний особистий внесок у соціально-економічний, науково-технічний, культурно-освітній розвиток Української держави, зразкове виконання службового обов'язку та багаторічну сумлінну працю[11]